# Публий Мартий Сергий Сатурнин
Публий Мартий Сергий Сатурнин (на латински: Publius Martius Sergius Saturninus) e римски политик.

## Биография
Той е син на Публий Мартий Вер, консул през 179 г. Сергий е през 180 г. в колегията на Салии Палатини. През 198 г. e консул.